# Intelsat 704
Intelsat 704, также известный как IS-704 и Intelsat 7-F4 — геостационарный телекоммуникационный спутник компании Intelsat, запущенный в 1995 году и работавший до мая 2009 года. Сборка осуществлена компанией Space Systems/Loral на платформе SSL-1300.

## Функционирование
Запущен 10 января 1995 года ракетой-носителем Atlas-II с космодрома на мысе Канаверал с пусковой площадки LC-36 — это стало первым запуском, организованным International Launch Services — и выведен на геостационарную орбиту. Изначально принадлежавший Intelsat, 30 ноября 1998 года спутник был продан компании SES World Skies.
Начальная масса составляла 3695 кг, на орбите после отделения лишних компонентов составила 1450 кг. Спутник Intelsat 704 оснащён 26 транспондерами в C-диапазоне и 10 в Ku-диапазоне для обеспечения работы спутникового телевидения, телефонной связи и Интернета над территорией Европы, Африки, Ближнего Востока и Индийским океаном. В частности, спутник осуществлял доставку сигнала телеканала ТНТ на долготе 64° в. д. на Сибирь и Дальний Восток.
В мае 2009 года прекратил работу и был выведен на орбиту захоронения.

## Характеристики
- Апогей: 36 117,4 км
- Перигей: 36 088,6 км
- Большая полуось[англ.]: 42 473 км
- Наклонение орбиты: 6,9°
- Орбитальный период: 24,54 ч
- Двигатель: R-4D-11
- Питание: 5 транспондеров по 35 В, 5 транспондеров по 50 Вт
- Пропускная способность: 6 транспондеров по 72 МГц, 4 транспондера по 112 МГц
- эффективная излучаемая мощность[англ.]:
  - Точка 1: 45,4 дБВт[англ.]
  - Точка 2: 44,5 дБВт
  - Точка 3: 46 дБВт
- Поляризация: линейная
- Радиомаяки: 11,701 ГГц, 12,501 ГГц (линейная поляризация)
11,198 ГГц, 11,452 ГГц (правая круговая поляризация)
- Частота: нисходящая линия — 10,95-11,2 ГГц, 11,45-11,7 ГГц,
11,7-11,95 ГГц, 12,5-12.75 ГГц